# Burma-Kampagne 1942–1943
Japanische Eroberung 1941/42

Bilin – Sittang – Pegu (Taukkyan) – Rangun – Yunnan-Burma-Straße (u.a. Tachiao – Oktwin – Toungoo – Yenangyaung – Lashio I)
1942/43

Burma-Kampagne 1942–1943

Arakan I – The Hump – Chindits
1944

Schlacht um Nordburma und West-Yunnan 1943–1945

Burma-Kampagne 1944

Arakan II – Ha-gō – Lashio II – Sangshak – Myitkyina – U-gō (Imphal – Kohima – Tennisplatz) – Mogaung – Song shan/Huitong-Brücke – Dan-gō
1944/45

Burma-Kampagne 1944–1945

Bhamo – Arakan III (Kangaw und Höhe 170 – Ramree) – Meiktila/Mandalay – Pakokku – Lashio III – Tanlwe Chaung – Operation Dracula – Sittang
Die Burma-Kampagne von Juni 1942 bis September 1943 war Teil des Burmafeldzugs im Pazifikkrieg. Sie war im Wesentlichen dazu gedacht, die Japanischen Streitkräfte nach ihrer Invasion in Burma zu bedrängen, ihre Nachschubwege anzugreifen und ihre Präsenz in Burma dadurch deutlich zu schwächen.
Mit diesem Ziel starteten die Alliierten zwei Offensiven. Ein Angriff in der Küstenprovinz Arakan, der fehlschlug, sowie eine Operation der Chindits unter dem Befehl von Brigadier Orde Wingate. Der erste Angriff hatte deutliche negative Auswirkungen auf die Moral der alliierten Soldaten. Diese konnte aber teilweise durch Verbesserungen in der Verwaltung und der Truppenausbildung wiederhergestellt werden. Der letztgenannte Angriff war ein vielbeachteter militärischer Erfolg.
Ein weiterer Kampfraum lag in den Bergen des Chin-Staates östlich der heutigen indischen Provinz Mizoram, wo es zu Kämpfen mit der 15. japanischen Armee kam und die britisch-indischen Einheiten sich an die indisch-burmesische Grenze zurückziehen mussten.

## Vorgeschichte
Im ersten Jahr des Feldzugs hatte die Kaiserlich Japanische Armee mit Hilfe burmesischer Aufständischer britische und nationalchinesische Streitkräfte aus Burma vertrieben und besetzten den größten Teil des Landes. Lashio fiel am 29. April 1942 und vollendete die japanische Blockade Chinas durch die Schließung der Burmastraße. Mit Lashio in japanischer Hand wurde die Verteidigung Burmas unhaltbar und Stilwell ordnete eine Notevakuierung an. Ein Teil der chinesischen Streitkräfte konnte sich ostwärts nach China zurückziehen, aber drei Divisionen zogen westwärts nach Indien. Entschlossen, eine erneute Verteidigungsbemühung zu beginnen, schickte General Joseph Stilwell einen Teil seines Personals voraus, um Trainingsbasen in Indien vorzubereiten. Er selbst traf mit einer Gruppe von 114 Personen am 15. Mai in Indien ein.
Mit dem Einsetzen des Monsunregens hörten die meisten aktiven Kampagnen zwischen Mai und Dezember 1942 auf. An der bewaldeten und bergigen Grenze zwischen Indien und Burma war es zu dieser Zeit fast nicht möglich taktische Bewegungen durchzuführen. Zudem hatten beide Seiten mit starken logistischen Einschränkungen zu kämpfen.

## Planung
Unmittelbar nach der Demütigung in Burma begannen die Planer unter Stilwell und den Alliierten mit den Vorbereitungen für ihren nächsten Feldzug und stützten sich dabei auf die Lehren, die sie aus der Katastrophe von Anfang 1942 gezogen hatten. Die alliierte Strategie während der nächsten Kriegsphase im CBI-Theater würde sich darauf konzentrieren, genug von Burma zurückzuerobern, um die Versorgungslinie nach China wiederherzustellen. Allerdings würden unter anderem anhaltende Probleme mit der Zusammenarbeit zwischen den Alliierten die Kampagne sehr kostspielig machen, da das CBI-Theater während des gesamten Krieges weit unten auf ihrer Prioritätenliste stand.
Im August 1943 gründeten die Alliierten das kombinierte südostasiatische Kommando, um das strategische Gesamtkommando aller Luft-, See- und Landoperationen aller nationalen Kontingente im Kriegsschauplatz zu übernehmen. Im August 1943 wurde Admiral Lord Louis Mountbatten zum Supreme Allied Commander South East Asia ernannt und Stilwell zum stellvertretenden Oberbefehlshaber.
Unterdessen wurden die Truppen in Indien intensiv weitergebildet und auf die Zukunft vorbereitet. An der Ostgrenze und entlang der zu ihr führenden Verbindungslinien ging die Entwicklung so weit voran, wie es die Monsunbedingungen zuließen.

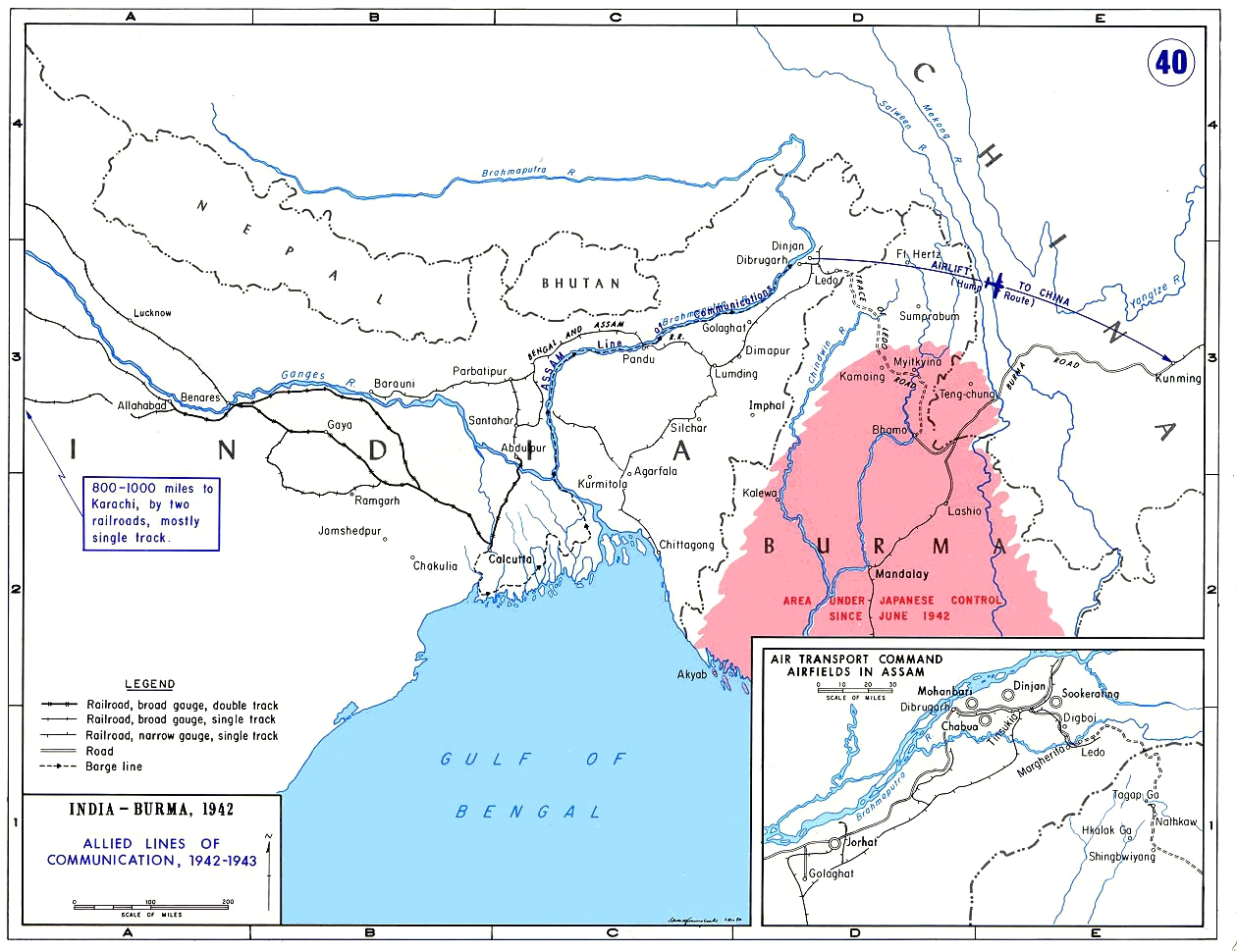
Die Nachschublinien der Alliierten 1942–1943

Die ursprüngliche Vorstellung von der Belastung der Nachschubwege, obwohl sie damals auf vernünftigen Überlegungen beruhte, hatte sich als zu gering erwiesen. Sie mussten neben der Sicherung des rein militärischen Bedarfs der gegen die Japaner eingesetzten Land- und Luftstreitkräfte, einschließlich der großen Anforderungen der Lufttransportroute nach China, hohen zivilen Anforderungen, wie denen der Tee- und Juteindustrie, die unverzichtbar für die Kriegsanstrengungen der Alliierten Nationen waren, ausgelegt sein und standhalten. Auch das normale Wirtschaftsleben von Assam und Ostbengalen musste aufrechterhalten werden, was den Transport großer Mengen von Waren über die Eisenbahnen, Flüsse und Straßen erforderte, die die Nachschublinien für den Kriegsschauplatz China-Burma-Indien bildeten.
Auf der Washington Konferenz im Mai 1943 wurden Beschlüsse hinsichtlich der Vorgehensweise in Burma gefasst. Damit verbunden war als erste Priorität die Entwicklung von Lufteinrichtungen in Assam im Hinblick auf:
- die Intensivierung der Luftoperationen gegen die Japaner in Burma,
- die Aufrechterhaltung verstärkter amerikanischer Luftstreitkräfte in China, sowie
- die Aufrechterhaltung des Versorgungsstroms aus der Luft in China.

## The Hump
Zur Sicherstellung der Nachschubversorgung der US-Streitkräfte in China sowie der nationalchinesischen Streitkräfte von Generalissimus Chiang Kai-shek wurde der Plan einer Flugroute über das östliche Ende des Himalaya-Gebirges entworfen. In Anbetracht der vorherrschenden Wetterbedingungen sowie des zu überquerenden Geländes war die Bereitstellung einer Luftbrücke dieser Größe und Schwierigkeit eine gewaltige Herausforderung für die United States Army Air Forces im Jahr 1942. So standen für den Dienst keine ausgebildeten Einheiten zur Verfügung und für den Frachttransport waren die Flugzeuge nicht ausgerüstet. Zudem gab es keine Flugplätze im CBI-Theater, um die große Anzahl von Transportflugzeugen aufzunehmen, die erforderlich wären. Es fehle an Kartenmaterial, Funknavigationshilfen und Wetterinformationen waren rar. Diese Bedingungen verbesserten sich langsam nach der Ankunft des US Army Airways Communications Service (AACS) im August 1943.

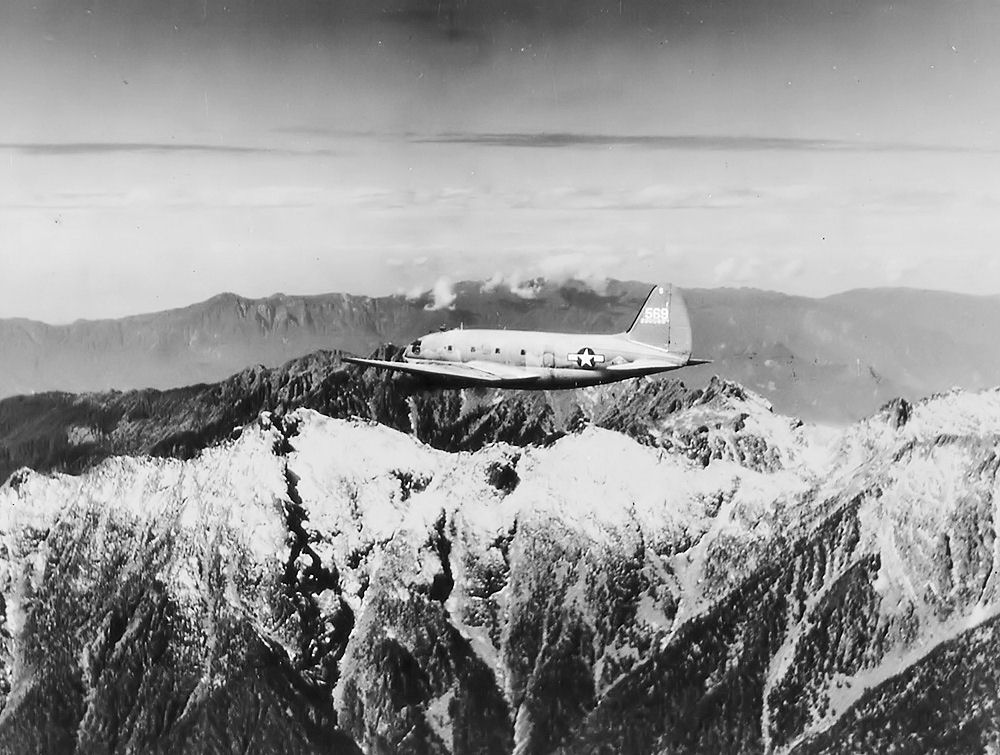
Eine C-46 fliegt The Hump über die Himalaya-Bergkette von Burma nach China

Einheiten der 10th Army Air Force unter dem Kommando von Generalmajor Lewis H. Brereton verlegten über einen Zeitraum von drei Monaten zwischen März und Mai 1942 nach Indien. Zwischen dem 8. April und dem 1. Dezember 1942 waren sie für die Schaffung, den Betrieb und die Sicherung der India-China Ferry (Brigadegeneral Earl L. Naiden), unter dem Namen The Hump, verantwortlich, zunächst mit seinem Assam-Burma-China-Kommando bis zum 16. Juli, dann mit dem India-China Ferry-Kommando bis zum 1. Dezember, als die Zuständigkeit für die Luftbrücke auf das Air Transport Kommando unter Generalleutnant Harold L. George überging.
Der reguläre Betrieb der Luftbrücke begann im Mai 1942 mit 27 Flugzeugen (umgebaute US-Fluglinien DC-3, C-39 und C-53) und etwa 1.100 Mitarbeitern der New Malir Air Base, einer britischen Basis in der Wüste von Sindh, etwa 32 Kilometer östlich von Karatschi in Westindien. Die Luftbrücke lieferte in ihrer 42-monatigen Geschichte etwa 650.000 Tonnen Material nach China, wobei erhebliche Kosten für Personal und Flugzeugen anfielen.

## Die erste Arakan Kampagne

### Planungen und Probleme
Pläne für Offensiven gegen die Japaner in Burma wurden von Archibald Wavell, dem britischen Oberbefehlshaber in Indien bereits vorbereitet, als sich die alliierten Truppen noch nach Nordwestindien zurückzogen. Das größte Problem dabei waren die nicht, oder nur schlecht vorhandenen Straßen und Nachschubwege an den meisten Frontabschnitten. Sie mussten vor dem Start von Offensiven von Grund auf neu gebaut werden, bevor sie überhaupt in irgendeiner realistischen Weise berücksichtigt werden könnten. Dies war eine Aufgabe, die mindestens ein Jahr dauern würde. An der Arakan-Front waren die Entfernungen jedoch vergleichsweise kurz, und die notwendigen Verbindungen könnten theoretisch bis zum Ende des Südwestmonsuns im Oktober abgeschlossen sein. Tatsächlich verzögerte die Zeit, die erforderlich war, um die schlechten Straßen in der Region zu verbessern, den Beginn der Offensive bis Mitte Dezember 1942.

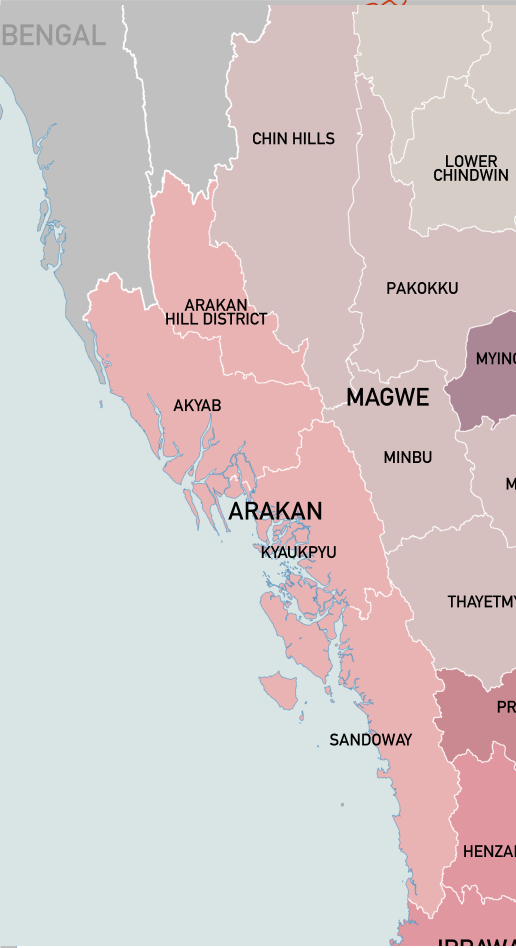
Arakan Division

Das Ziel des britischen Vormarsches, der während der Trockenzeit 1942/43 in Arakan durchgeführt werden sollte, war Akyab, eine Insel am Zusammenfluss der Flüsse Kaladan, Mayu und Lay Mro, die in den Golf von Bengalen münden. Diese Insel hatte einen Hafen und einen Flugplatz, die beide in den Plänen der Alliierten zur Rückeroberung Burmas eine herausragende Rolle spielten. Kampf- und Transportflugzeuge, die über einen Radius von 400 Kilometer von Akyab aus operieren, könnten den größten Teil von Zentralburma abdecken, und mittlere Bomber, die von Akyab aus einen Operationsradius von bis zu 565 Kilometer oder mehr erreichen, könnten Rangun, die Hauptstadt Burmas, anfliegen.
Die indische 14. Division unter dem Befehl von Generalmajor Wilfrid Lewis Lloyd war in Quetta in Belutschistan aufgestellt worden und war ursprünglich dazu vorgesehen, Teil der alliierten Streitkräfte im Irak und in Persien zu werden. Obwohl sie vollständig aufgestellt und ausgerüstet war, fehlte es ihr an Ausbildung. Vor allem die besonders gefragten Fähigkeiten für den Einsatz in einem Dschungelgebiet waren nicht vorhanden.
Nach mehrfacher Überarbeitung des Plans war nun vorgesehen, dass die indische 14. Division, sobald sie Foul Point am äußersten südlichen Ende der Mayu-Halbinsel erreicht hatte, einen improvisierten Angriff der britischen 6. Brigade von Brigadier H. E. F. Smyth über den schmalen Kanal, der die Insel Akyab von der Halbinsel trennte, durchführte. Bis Ende Dezember standen für diese Aufgabe 72 Landungsboote, fünf Motorboote und drei Raddampfer zur Verfügung.
Laut Angaben des britischen Geheimdienstes lagen nur vier japanische Bataillone in der Gegend, und selbst das war eine Überschätzung, da die Japaner ursprünglich nur zwei Bataillone des 213. Regiments, die sogenannte Miyaki Force mit etwa 3600 Mann, dort hatten. Das Ziel der Attacke war nur rund 145 km von den derzeitigen britischen Linien entfernt. Die Kampagne wurde hauptsächlich als Demonstration durchgeführt, dass Großbritannien es mit dem Kampf gegen Japan ernst meinte.

### Die britische Offensive
Die indische 14. Division brach am 17. Dezember 1942 von Cox’s Bazar nach Akyab auf, wobei sie an den Ufern des Mayu hinunter vorrückte. Die 55. Brigade blieb in Reserve in Chittagong. Für den letzten Angriff stand Lloyd die 6. Brigade mit den 72 Landungsbooten und acht weiteren kleinen Fahrzeugen zur Verfügung.
Die Straße von Maungdaw nach Buthidaung war von den Japanern verlassen worden, so dass die 14. Division am 22. Dezember diese Schlüsselposition besetzen konnte. Ende Dezember befand sich die Division innerhalb von 16 Kilometern vor Akyab, wo sie nördlich von Donbaik auf schweren Widerstand in Form von Holz- und Erdbunkern stieß.
Die 47. Brigade griff die japanische Linie am 7. Januar 1943 erfolglos an. An den folgenden zwei Tagen erhöhte sich die Zahl der britischen Opfer auf über 200 Tote. Bis zum 10. Januar gab es kein Vorankommen. Lloyd bat um Panzerunterstützung, aber trotz der Warnungen von Generalleutnant William Slim, dass Panzer in Massen eingesetzt werden müssen, wurden nur acht Valentine-Panzer zur Front geschickt. Ein Angriff der 55. Brigade am 1. Februar mit Panzerunterstützung wurde mit schweren Verlusten zurückgeworfen.
Die Japaner hatten das Rennen nach Akyab gewonnen, denn Ende Februar hatte General Takeshi Koga seine 55. Division in diesem Gebiet aufgestellt. Generalleutnant Iida Shōjirō erwartete, dass Koga seine Truppen konsolidieren würde, aber letzterer sah, dass die sechs britischen und indischen Brigaden unter Lloyds Kommando durch Flüsse und Gebirgszüge in drei weit getrennte Gruppierungen unterteilt waren, wobei seine eigenen Streitkräfte eine zentrale Position am Zusammenfluss der Arakan-Flüsse einnahmen. Somit bot sich ihm eine ausgezeichnete Gelegenheit, Lloyds verstreute Brigaden anzugreifen und sie Stück für Stück zu zerstören.
Innerhalb eines Monats gelang es General Takeshi Koga die britischen und indischen Brigaden genau nach Plan zu bekämpfen. Mit sieben Bataillonen und einem Artillerieregiment hatte er die indische 47. Brigade vorübergehend zerstört und die indische 4., britische 6. und indische 71. Brigade mit ihren drei Artillerie-Regimentern besiegt. Inzwischen war Lloyd durch Generalmajor Cyril Lomax und sein Hauptquartier der 26. Division ersetzt worden. William Slim, der das indische XV. Korps befehligte wurde am 5. April zum Gesamtkommando der Arakan-Front ernannt.
Nach den vorausgegangenen Niederlagen waren alle Einheiten an der Arakan-Front auf einem moralischen Tiefpunkt. Slim befahl Lomax, die Linie Maungdaw/Buthidaung zu halten und verstärkte dessen vier Brigaden, wodurch die Streitmacht auf insgesamt sieben britische, elf indische und ein Gurkha-Bataillon anwuchs.
Inzwischen hatte Koga acht Bataillone für den Angriff zur Verfügung und gab ihnen die Aufgabe, Buthidaung zu erobern und dann nach links zu schwenken, um Maungdaw einzunehmen. Eine weitere Truppe sollte östlich des Flusses Mayu direkt nach Norden vorrücken und Taung Bazar erobern. Die Japaner begannen ihren Vormarsch am 23. April. Die unzureichende Ausbildung und schlechte Moral der britischen und indischen Truppen führten zu einem unvermeidlichen Scheitern. Bis zum 11. Mai hatte Koga erneut einen beeindruckenden Sieg über eigentlich überlegene Streitkräfte errungen. Das teilweise Scheitern des britischen Zerstörungsplans und das panische Verschwinden aller zivilen Arbeitskräfte, auf die sich die britischen und indischen Streitkräfte verlassen hatten, führten dazu, dass sehr große Mengen an Vorräten in japanische Hände fielen. Innerhalb von 16 Wochen hatten die britisch-indischen Einheiten 916 Tote und 4.141 Verwundete oder Vermisste zu beklagen.

## Chin Hills
Die indische 23. Division unter Generalmajor Reginald Savory mit dem Hauptquartier in Tamu patrouillierte in der Trockenzeit 1942/43 über den Chindwin im Osten, und die indische 17. leichte Division unter Generalmajor David Tennant Cowan befand sich etwa 80 Kilometer die Tiddim-Straße hinunter. Letztere beobachtete die Aktivitäten der Japaner im Kalemyo-Gebiet und hielt Kontakt mit den britischen Truppen in den Chin Hills, einer Bergkette im Chin-Staat im Nordwesten Burmas, die sich nach Norden bis in den indischen Bundesstaat Manipur erstreckt.
Die Begebenheiten an dieser Front waren bis Anfang November ähnlich wie in Arakan, d. h. es wurde von beiden Seiten nichts Wesentliches über Patrouillentätigkeit hinaus versucht. Anfang November zeigten die Japaner jedoch Anzeichen einer Bewegung und es gab Hinweise darauf, dass japanische Verstärkungen dieses Gebiet erreichten. Am 5. November rückten sie dann mit fünf bis neun Infanteriekompanien in die Chin Hills vor.
Bei heftigem Widerstand wurden die britischen Truppen zurückgetrieben und befanden sich am 13. November auf der Straße nördlich von Fort White, auf halber Strecke zwischen den Orten Kale und Tiddim. Der japanische Angriff erfolgte von Nordwesten nach einer erfolgreich verborgenen Umzingelung der Briten. Während der dann folgenden Kämpfe hatten die Japaner viele Verluste zu beklagen, während die britischen Verluste eher gering waren. Das Fort, das auf dem Grund des Tals lag, wurde evakuiert und die Briten zogen sich auf Stellungen auf dem Kennedy Peak zurück.

## Operation Longcloth
Die Operation Longcloth war der erste britische Langstreckenangriff der Chindits unter Brigadier Orde Wingate hinter den japanischen Linien in Burma zwischen Februar und April 1943.
Wingate konnte Wavell davon überzeugen, dass die Möglichkeiten der Luftversorgung und der Funkkommunikation es einer relativ kleinen Truppe, die in eine Reihe unabhängiger Kolonnen aufgeteilt war, ermöglichten, erfolgreich hinter den japanischen Linien zu operieren, um deren Truppenbewegungen zu stören, Informationen zu sammeln und die Kommunikations- und Nachschubwege zu unterbrechen. Wavell autorisierte die Bildung von Wingates indischer 77. Brigade, einer Spezialeinheit, die nach Nordburma vordringen und in dem Gebiet östlich des Irrawaddy südlich von Katha operieren und nur aus der Luft versorgt werden sollte.

Ziel der Operation war es, in den Operationsgebieten der 18. Division von Generalleutnant Mutaguchi Renya und der 33. Division von Generalleutnant Shōzō Sakurai der 15. Armee von Generalleutnant Iida Shōjirō Staub aufzuwirbeln und so größere Anstrengungen seitens der britischen Kommandeure in Indien zu fördern, nachdem die Legende der japanischen Unbesiegbarkeit zerstört worden war. Die Operation sollte ursprünglich durch eine Offensive des indischen IV. Korps unter Generalleutnant Geoffry Scoones unterstützt werden und sollte mit der ersten britischen Offensive in der Küstenregion von Arakan zusammenfallen. Bedingt durch nicht rechtzeitig fertiggestellte Nachschubwege stand Wavell vor der schwierigen Situation, ob er die indische 77. Brigade allein einsetzen sollte oder nicht, befahl jedoch die Operation Longcloth wie geplant fortzusetzen.

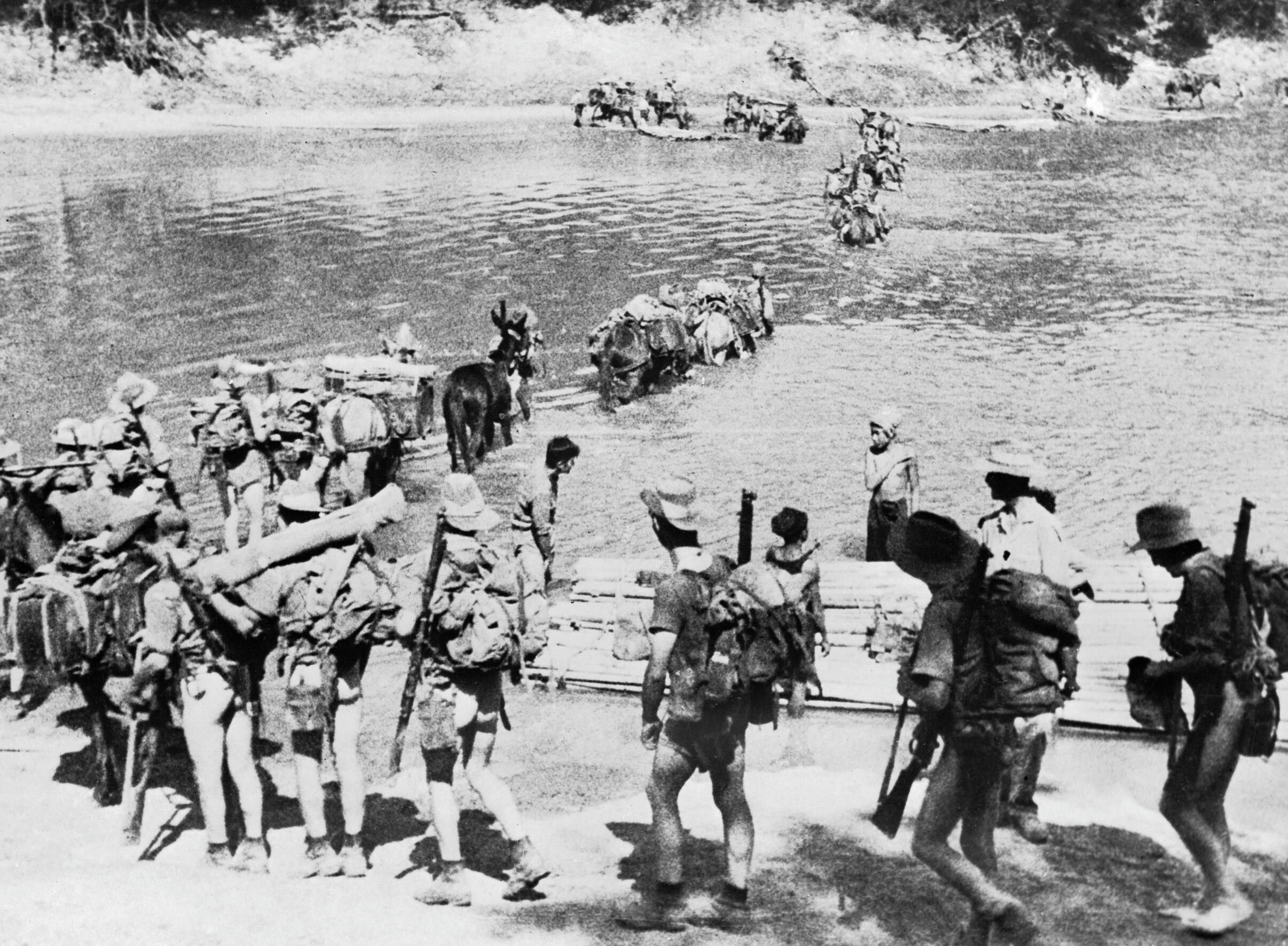
Eine Chindit-Kolonne überquert einen Fluss in Burma 1943

Als Wingates Männer nach harter Ausbildung zum Kampf bereit waren, begannen die sieben Kolonnen, jede bestand aus etwa 400 Männern, begleitet von Maultieren und Ponys, ihren Feldzug am 8. Februar 1943, um in von Japan gehaltenes Territorium einzudringen und Straßen, Eisenbahnen, Brücken und Versorgungsdeponien anzugreifen. Am 24. März wurde Wingate der Rückzug befohlen. Bis dahin waren die Chindits so weit vorgedrungen, dass ihre Luftvorräte in äußerster Reichweite waren und Abwürfe aus der Luft schwierig wurden. Von den 3.000 Offizieren und Männern, die nach Burma gingen, kamen nur 2.182 vier Monate später zurück, nachdem sie zwischen 1.600 und 2.400 Kilometer tief in japanisch besetztes Gebiet eingedrungen waren. Sie erlitten dabei hohe Verluste durch Krankheit, schwere Kämpfe mit den Japanern, langsames Verhungern und etliche gerieten in Gefangennahme durch die Japaner. Die Eisenbahnlinie Mandalay-Myitkyina wurde für vier Wochen außer Betrieb gesetzt, was die Japaner zwang, längere und begrenzte Nachschubwege zu nutzen. Zwischen sechs und acht japanische Bataillone waren von anderen geplanten Operationen abgelenkt worden.

## Thailand-Burma-Eisenbahn
Um ihre Nachschubwege nach Burma zu verbessern bauten die Japaner eine Eisenbahnstrecke, die Moulmein im Süden Burmas mit Bangkok in Thailand verband.
Der Bau begann am 22. Juni 1942 und wurde am 17. Oktober 1943 abgeschlossen. Das Projekt wurde unter dem Namen „Death Railway“ bekannt, da die aufsichtsführenden Japaner für den Tod von 90.000 von 180.000 eingezogenen asiatischen Arbeitern und 16.000 von 60.000 alliierten Kriegsgefangenen verantwortlich waren.

## Auswirkungen

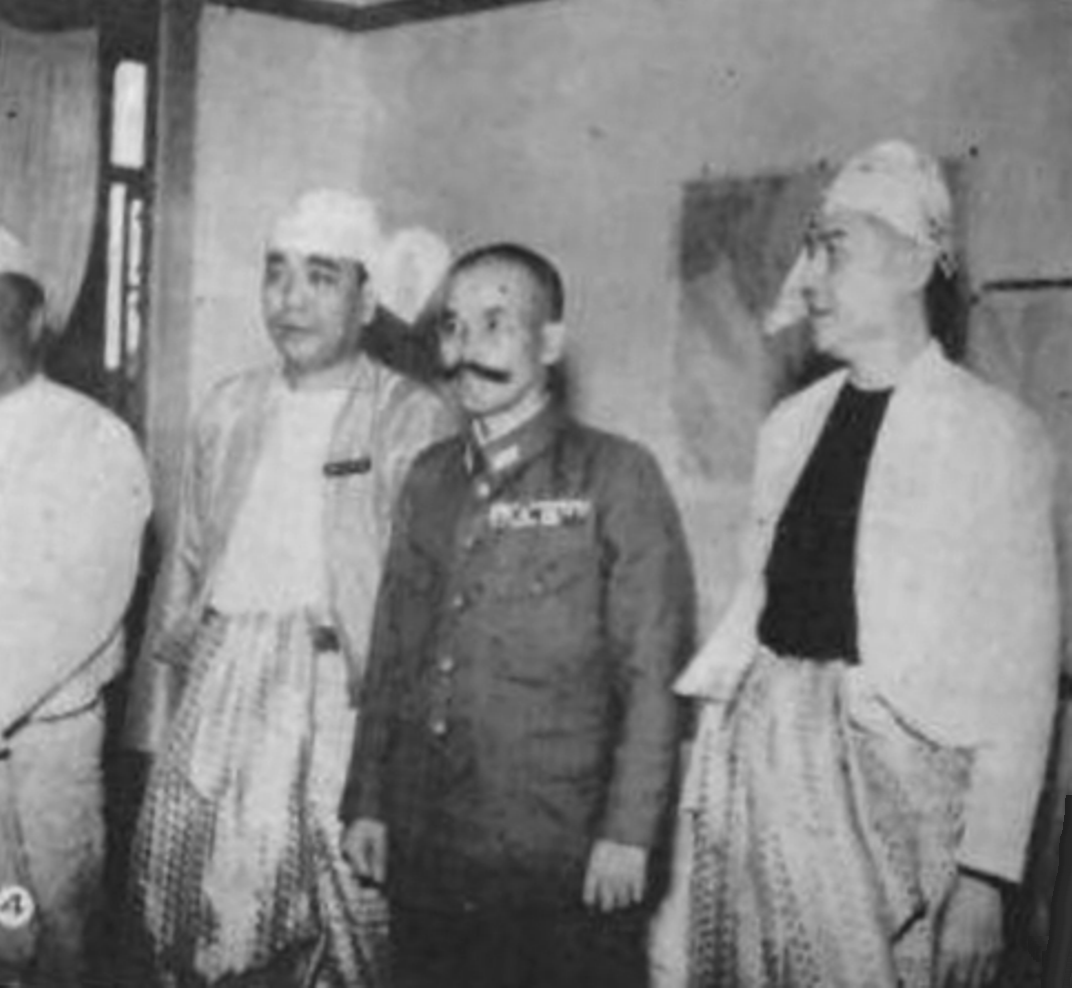
General Kawabe Masakazu mit burmesischen Marionettenführern während seiner Zeit als Kommandeur der japanischen Armee in Burma (Rangun, 1943)

Das britische Kommando wurde nach den verlustreichen Kämpfen neu organisiert. General Sir George Giffard wurde zum Kommandeur einer neuen 11. Armeegruppe ernannt mit Slim, der jetzt die 14. Armee befehligte, als einer seiner Untergebenen. Das indische XV. Korps von Generalleutnant Sir Philip Christison, das in Arakan operierte, kam unter Slims Kommando.
Auf der anderen Seite der Frontlinie schufen die Japaner im März 1943 eine neue Formation auf Armeeebene, die Regionalarmee Burma unter dem Befehl von Generalleutnant Kawabe Masakazu, um die Operationen in Burma zu kontrollieren.